# Yenikend (Zangilan)
Yenikend est un village de la région de Zangilan en Azerbaïdjan.

## Histoire
En 1993-2020, Yenikend était sous le contrôle des forces armées arméniennes. Le 25 octobre 2020, le village de Yenikend a été restitué sous le contrôle de l'Azerbaïdjan.